# Krasnaja Gora
Krasnaja Gora – osiedle typu miejskiego w Rosji, w obwodzie briańskim. W 2010 roku liczyło 5906 mieszkańców.